# Xã Chestonia, Michigan
Xã Chestonia (tiếng Anh: Chestonia Township) là một xã thuộc quận Antrim, tiểu bang Michigan, Hoa Kỳ. Năm 2010, dân số của xã này là 511 người.